# Episodi di La CQ - Una scuola fuori dalla media (quarta stagione)
La quarta stagione della serie televisiva La CQ - Una scuola fuori dalla media viene trasmessa in America Latina dal 16 luglio 2013 con un doppio episodio.
| nº | Titolo originale                              | Prima TV America latina | Prima TV Italia   |
| -- | --------------------------------------------- | ----------------------- | ----------------- |
| 1  | La visita de Santa en La CQ                   | 16 luglio 2013          | 7 aprile 2014     |
| 2  | Propósitos de Año Nuevo                       | 16 luglio 2013          | 15 settembre 2014 |
| 3  | Las Mejores Amigas                            | 17 luglio 2013          |                   |
| 4  | Cuarentena                                    | 17 luglio 2013          |                   |
| 5  | Chavo CQ                                      | 18 luglio 2013          |                   |
| 6  | El Amor Llega a la CQ                         | 18 luglio 2013          |                   |
| 7  | La CQ Guarida                                 | 19 luglio 2013          |                   |
| 8  | Jenny enamorada                               | 19 luglio 2013          |                   |
| 9  | Prohibido usar Internet                       | 22 luglio 2013          |                   |
| 10 | La venganza de La CQ                          | 22 luglio 2013          |                   |
| 11 | El invento de Beto                            | 23 luglio 2013          |                   |
| 12 | La intoxicacion                               | 23 luglio 2013          |                   |
| 13 | El Comic Magico                               | 24 luglio 2013          |                   |
| 14 | Danny hipnotista                              | 24 luglio 2013          |                   |
| 15 | El Hijo del Embajador                         | 25 luglio 2013          |                   |
| 16 | El Reencuentro                                | 25 luglio 2013          |                   |
| 17 | Concurso de Talentos                          | 26 luglio 2013          |                   |
| 18 | Monche Invisible                              | 26 luglio 2013          |                   |
| 19 | Recuerdos                                     | 29 luglio 2013          |                   |
| 20 | El Ritiro De Miss Mago                        | 29 luglio 2013          |                   |
| 21 | El Vestido De Jenny                           | 30 luglio 2013          |                   |
| 22 | La Amnesia De Monche                          | 30 luglio 2013          |                   |
| 23 | Adri y Roque                                  | 31 luglio 2013          |                   |
| 24 | El gran final parte 1: Exámenes finales       | 31 luglio 2013          |                   |
| 25 | El gran final parte 2: El baile de Graduación | 1º agosto 2013          |                   |
| 26 | Siempre juntos                                | 1º agosto 2013          |                   |